# 朱利安·D·哈特

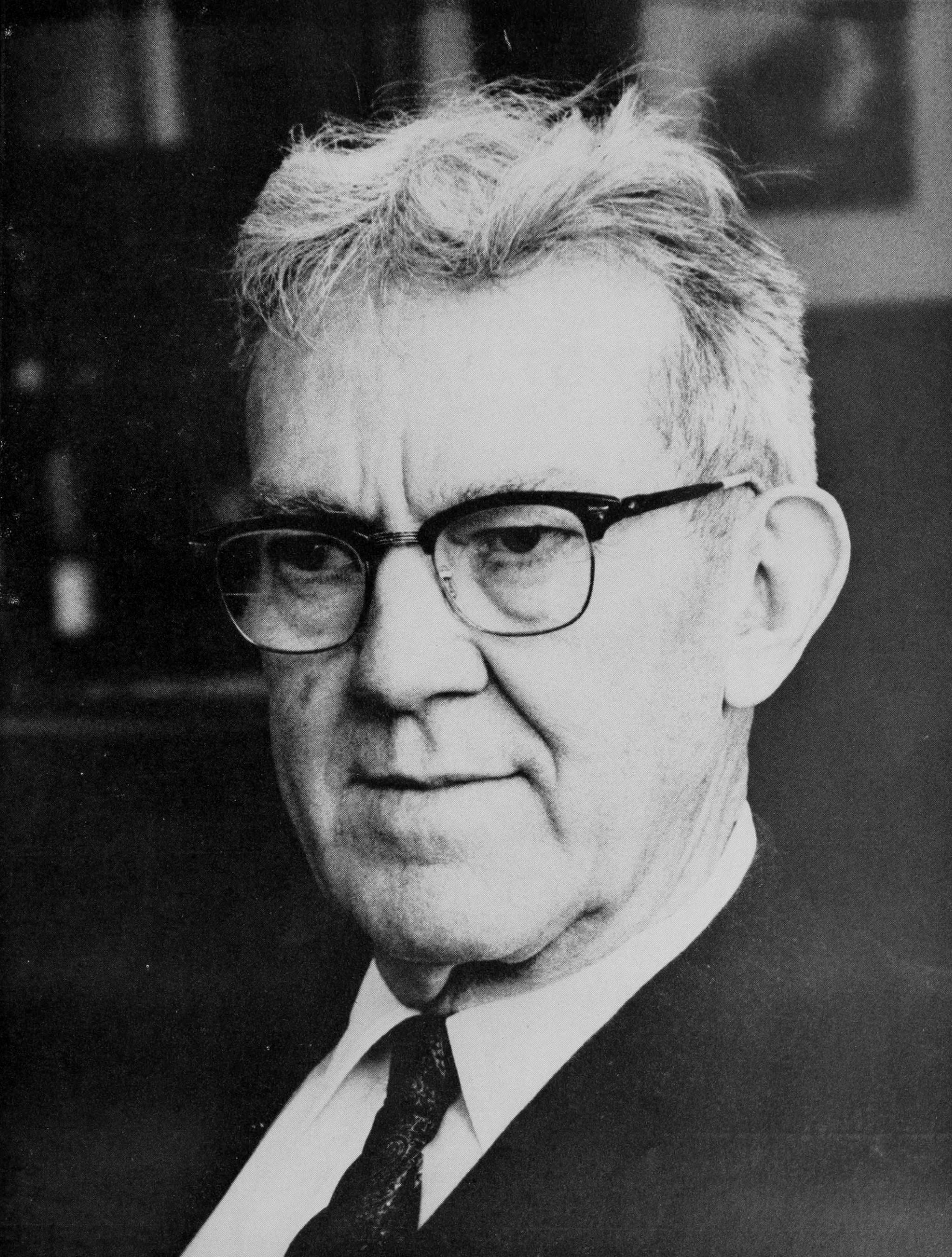
朱利安·D·哈特（1962年）

朱利安·D·哈特（Julian Deryl Hart）（1894年－1980年）是美国的外科医生。曾任杜克大学的校长。

## 生平
哈特1894年生于乔治亚州。1916年毕业于艾文理大学获学士学位，1917年在艾文理大学获数学硕士学位。1921年毕业于约翰·霍普金斯大学医学院获医学博士学位。
1928年起在杜克大学做外科医生，曾任杜克大学外科系的教授和系主任。1936年，他首先推出了在外科手术室内用紫外线灯灭菌消毒的方法。这一步骤大大地降低了手术室的感染率。这也是目前大多数医院手术室控制空气中病原的常用方法之一。
从1960年至1963年，担任杜克大学的校长。

## 参看
- 杜克大学
- 艾文理大学
- 约翰·霍普金斯大学